# Ópera de Fort Payne
La Ópera de Fort Payne es una histórica casa de ópera ubicada en el 510 de Gault Avenue North en Fort Payne, Alabama, Estados Unidos.

## Historia
Fue construida en 1889 durante el auge industrial de Fort Payne. La Ópera de Fort Payne es la única en el estado de Alabama que todavía está en uso. El establecimiento ha sido utilizado como sala de cine, teatro en vivo y foro público. La Casa de la Ópera todavía presenta eventos teatrales en vivo y está incluida en el Registro Nacional de Lugares Históricos y en el Registro Nacional de Teatros del Siglo XIX en América.